# Mainstream Rock
Hot Mainstream Rock Tracks (originalmente chamado Mainstream Rock Tracks) é um ranking de canções da Billboard mais tocadas nas rádios mainstream, uma categoria que inclui estações que tocam primeiramente música rock, mas não são de rock moderno (ou seja, "alternativos"), que são contadas em Hot Modern Rock Tracks.
Hot Mainstream começou em 21 de março de 1981, como parte da Billboard. Originalmente se chamava Rock Tracks, e era acompanhado pelo "Rock Albums", que foi interrompida em 1984. (A nova tabela com o mesmo nome foi recentemente introduzida).
O gráfico mudou seu nome para "Album Rock Tracks" em abril de 1986. Durante a década de 1980, um subgênero de música rock começou a desenvolver e ganhar popularidade, conhecido como New Wave, ou modern rock. Em 1996, o "Album Rock Tracks", mais uma vez, alterou o seu nome, para Hot Mainstream Rock Tracks. O Hot Mainstream foi publicado na edição impressa da Billboard pela última vez em 26 de julho de 2003.
A primeira canção número um do Hot Mainstream foi "I Can't Stand It" de Eric Clapton. Abaixo são algumas músicas que passaram dez semanas ou mais na posição de número um. A maior parte destas canções são de anos recentes, antes de 1994, apenas três canções passaram dez ou mais semanas a um número:
21 semanas
- "Loser" por 3 Doors Down (2000-01)

20 semanas
- "It's Been Awhile" por Staind (2001)

17 semanas
- "Higher" por Creed (1999)
- "When I'm Gone" por 3 Doors Down (2002-03)

16 semanas
- "Touch, Peel and Stand" por Days of the New (1997)
- "Scar Tissue" por Red Hot Chili Peppers (1999)

15 semanas
- "Interstate Love Song" por Stone Temple Pilots (1994)
- "Heavy" por Collective Soul (1999)
- "What I've Done" por Linkin Park (2007)

14 semanas
- "So Far Away" por Staind (2003)
- "Boulevard of Broken Dreams" por Green Day (2005)
- "Fake It" por Seether (2007-08)
- "Inside the Fire" por Disturbed (2008)

13 semanas
- "Start Me Up" por The Rolling Stones (1981)
- "How You Remind Me" por Nickelback (2001)
- "Figured You Out" por Nickelback (2004)
- "Pain" por Three Days Grace (2006-07)

12 semanas
- "Mysterious Ways" por U2 (1991-92)
- "Like a Stone" por Audioslave (2003)
- "Save Me" por Shinedown (2005)
- "Dani California" por Red Hot Chili Peppers (2006)

11 semanas
- "Remedy" por The Black Crowes (1992)
- "Turn the Page" por Metallica (1999)
- "Fall to Pieces" por Velvet Revolver (2004)
- "Break" por Three Days Grace (2009-10)

10 semanas
- "Lightning Crashes" por Live (1995)
- "The Down Town" por Days of the New (1998)
- "Blurry" por Puddle of Mudd (2002)
- "Second Chance" por Shinedown (2008-09)
- "Country Song" por Seether (2011)